# Asian Youth Games
Die Asian Youth Games sind eine Multisportveranstaltung für Junioren. Sie fanden erstmals 2009 statt und werden immer im Jahr vor den Asienspielen ausgetragen.

## Austragungen
| Jahr | Nr.      | Austragungsort               | Austragungsdatum        |
| ---- | -------- | ---------------------------- | ----------------------- |
| 2009 | I        | Singapur                     | 29. Juni – 7. Juli 2009 |
| 2013 | II       | Volksrepublik China, Nanjing | 16.–24. August 2013     |
| 2017 | abgesagt | Sri Lanka, Hambantota        | 2017                    |
| 2021 | abgesagt | Indonesien, Surabaya         | 2021                    |

## Sportarten
Aus Zeit- und Kapazitätsgründen standen bei der ersten Austragung nur neun Sportarten im Programm (Schwimmen inklusive Turmspringen, Leichtathletik, Basketball, Beachvolleyball, Bowling, Fußball, Segeln, Schießen und Tischtennis). Bei der zweiten Ausgabe standen Bowling, Segeln und Beachvolleyball nicht mehr im Programm, dafür kamen Badminton, Judo, Tennis, Fechten, Golf, Handball, Rugby, Squash, Gewichtheben und Taekwondo dazu.